# Paflagónia

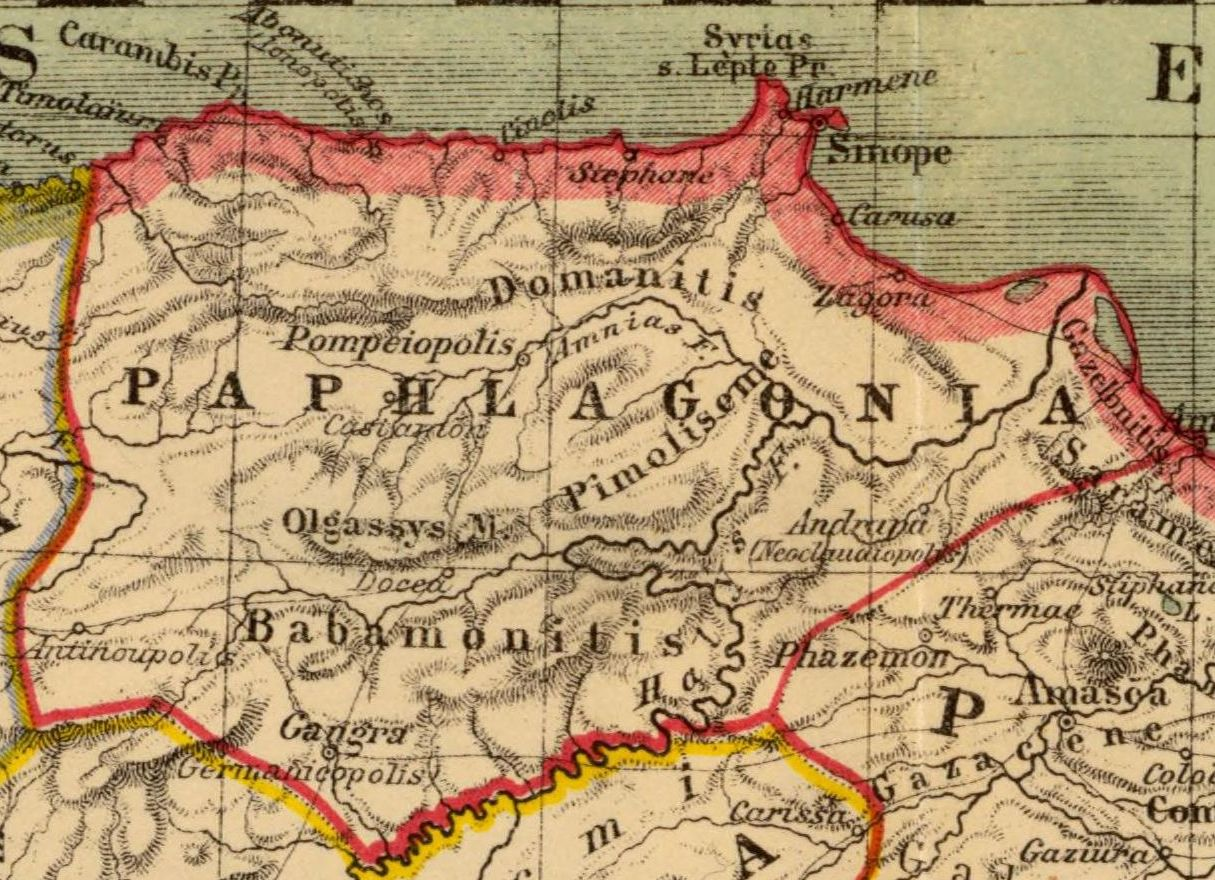
Paflagônia num mapa de 1903

Paflagônia (português brasileiro) ou Paflagónia (português europeu) (em grego: Παφλαγονία) era a antiga região da costa do Mar Negro no norte da Anatólia central, entre as também antigas regiões da Bitínia, a oeste, e do Ponto, a leste, e separada da Frígia (na porção que seria no futuro a Galácia) por um prolongamento para o leste do monte Olimpo bitínio. De acordo com Estrabão, o rio Partênio era a fronteira oriental da Paflagônia, papel feito pelo rio Hális no leste. O termo "Paflagônia" deriva do lendário "Paphlagon", um filho de Fineu.

## Geografia
A maior parte da região é montanhosa, mas há alguns vales férteis que produzem uma variada gama de nozes, castanhas e frutas — principalmente ameixas, cerejas e peras. As montanhas estão ainda cobertas por densas florestas, famosas pela quantidade de buxos que dali são extraídos. A costa foi ocupada por colônias gregas desde muito cedo, entre elas a próspera cidade de Sinope, fundada por colonos de Mileto por volta de 630 a.C. Amástris, a poucos quilômetros a leste do rio Partênio, ganhou importância durante o domínio dos monarcas macedônios enquanto Amisos, uma colônia de Sínope a poucos quilômetros a leste do Hális (e, portanto, fora da Paflagônia propriamente dita pela definição de Estrabão), prosperou e tornou-se quase uma rival para sua cidade-mãe.
As mais importantes cidades no interior eram Gangra — em tempos antigos a capital dos reis paflagônios e depois rebatizada Germanicópolis, perto da fronteira com a Galácia — e Pompeiópolis, no vale do rio Âmnia, perto das grandes minas do minério chamado por Estrabão de "sandarake" (arsênico vermelho), que era exportado principalmente por Sínope.

## História

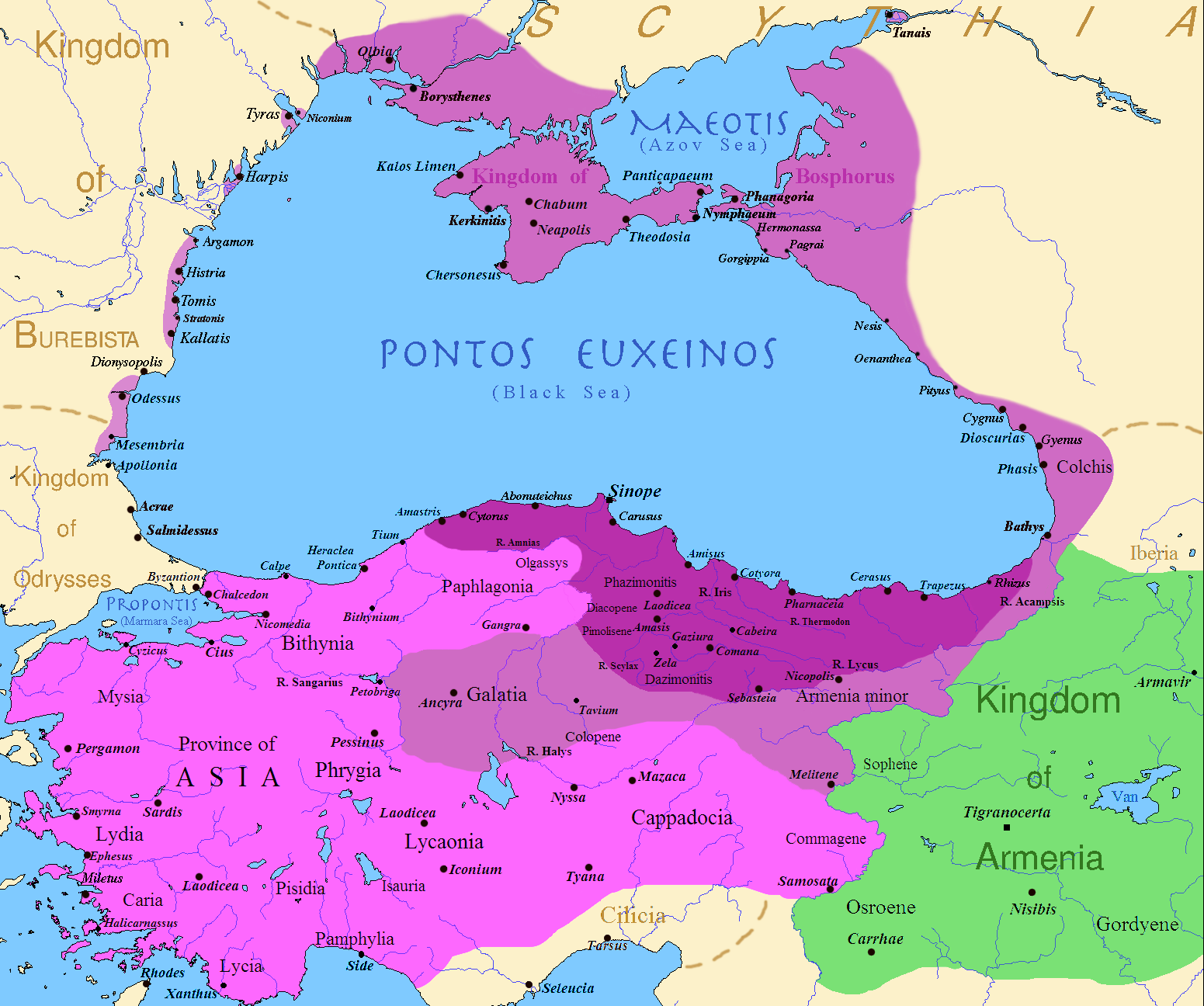
Reino do Ponto original no século I a.C. (em roxo escuro), cujo território abrangia inclusive a região da Paflagônia. Ele fazia fronteiras com a antiga província romana da Ásia e com o Reino da Galácia

Apesar do limitado papel que tiveram na história da região, os paflagônios eram originários de uma das mais antigas regiões da Anatólia, segundo o Homero.
Na época do Império Hitita, a Paflagônia era habitada pelos kashka, cuja relação étnica exata com os paflagônios é incerta. É possível que eles sejam relacionados com o povo da região próxima da Capadócia, que eram falantes de uma das línguas anatólicas, um ramo das línguas indo-europeias. Mas, pelo relato de Estrabão, é provável que falassem uma língua distinta.
Os paflagônios também foram citados por Heródoto entre os povos conquistados pelo rei lídio Creso. Eles também enviaram um grande contingente para compor o grande exército de Xerxes I em 480 a.C. Xenofonte conta que eles eram governados por um príncipe local e não faz referência aos sátrapas vizinhos, uma liberdade que talvez advenha da natureza peculiar da região, com suas grandes cadeias montanhosas e passos difíceis. Estes príncipes podem ter tido o título de pilêmena, um sinal de que eles reivindicavam ser descendentes de um comandante militar de mesmo nome que aparece na Ilíada como líder dos paflagônios.
Manuel Curado, em seu livro As Viríadas do Doutor Samuda argumenta que os paflagónios se originaram na prole de Rifate filho de Gômer.

### Província do Reino do Ponto
Num período subsequente, a Paflagônia passou para o controle dos reis macedônios e, depois da morte de Alexandre, o Grande, passou, juntamente com a Capadócia e a Mísia, para a jurisdição de Eumenes de Cardia, um dos diádocos. Porém, os príncipes locais continuaram governando a região até que foram dominados pelo ascendente Reino do Ponto. Os monarcas pônticos tornaram-se senhores de boa parte da Paflagônia ainda no reinado de Mitrídates Ctistes (r. 302–266 a.C.), mas não foi até 183 a.C. que Fárnaces conseguiu subjugar a poderosa cidade grega de Sínope. A partir daí, toda a província foi anexada, um domínio que perdurou até a queda de Mitrídates VI em 65 a.C.

### Província romana
Pompeu uniu os distritos costeiros da Paflagônia e boa parte do Ponto com a província romana da Bitínia e Ponto, mas deixou o interior do país nas mãos dos príncipes locais até que suas dinastias se extinguissem, quando então todo o país foi anexado ao Império Romano. O nome ainda era utilizada pelos geógrafos, mas as fronteiras já não eram mais tão bem definidas, como é o caso da descrição feita por Ptolemeu.
Durante a reforma de Diocleciano (r. 284–305), a Paflagônia foi separada e transformou-se numa província separada, chamada de Província da Paflagônia, subordinada à Diocese do Ponto da Prefeitura pretoriana do Oriente. A capital voltou a ser Gangra, a mesma dos antigos reis paflagônios.
A província Honória passou a integrar a Paflagónia, que passou a ser governada por um pretor durante a reforma administrativa de Justiniano I (r. 527–565) em 536. No século VII, a região passou a fazer parte do novo Tema Opsiciano e, depois, do Tema Bucelário até a região ser novamente separada por volta de 820 para formar o Tema da Paflagônia.

### Sés episcopais
As sés episcopais da província que aparecem no Anuário Pontifício como sés titulares são:
- Amástris (Amasra)
- Dadibra (Castamonu?)
- Gangra
- Jonópolis

## Paflagônios notáveis
- Artoxares (século V a.C.), eunuco enviado dos reis persas Artaxerxes I e Dario II.
- Diógenes de Sínope (século IV a.C.), filósofo grego e um dos fundadores da filosofia cínica.
- Alexandre, o Paflagônio (c. 105–c. 170), conhecido como "falso profeta Alexandre".
- São Filareto (século VIII).
- Teodora (século IX), esposa do imperador bizantino Teófilo.
- João Mauropo (século XI), poeta e escritor grego.
- Miguel IV, o Paflagônio - imperador bizantino.